# El Pujol (Avinyonet del Penedès)
El Pujol és una muntanya de 309 metres que es troba al municipi d'Avinyonet del Penedès, a la comarca de l'Alt Penedès.